# Sloup Nejsvětější Trojice (Jáchymov)
Barokní sloup se sousoším Nejsvětější Trojice v Jáchymově, doplněné sochami Panny Marie (Immaculata), sv. Josefa, sv. Anny a sv. Jáchyma, pochází z roku 1703 od neznámého autora. Sousoší stojí u renesanční radnice na prostranství před hlavním, jižním průčelím děkanského kostela sv. Jáchyma v horní části Jáchymova. Celý objekt je chráněn jako kulturní památka České republiky.
Sousoší spočívá na třech stupních z krušnohorské žuly. Na vysokém hranolovém stylobatu je umístěn žulový hranolový podstavec s žulovým korintským sloupem. Vrcholové sousoší Nejsvětější Trojice je z jemnozrnného pískovce představuje ikonografický typ Trůn Boží moudrosti (německy Gnadenstuhl) je vytesáno z jemnozrnného pískovce. Bůh Otec s křížovou svatozáří nad hlavou sedí na trůnu a před tělem oběma rukama  drží kříž s ukřižovaným Kristem, před jehož spodní polovinou těla se vznáší mohutná rozkřídlená holubice Ducha svatého. Nad patkou sloupu bývala původně upevněna plechová destička se srdcovým štítem novějšího znaku, propůjčeného městu roku 1546, neseným dvěma horníky. Pod tím býval nápis: „Zu Ehren der allerheiligsten Dreifaltigkeit hat die heilige löbliche Knappschaft diese Bildsäule errichten lassen im Jahre 1703.“ Na čtyřech žulových rohových hranolových pilířích, zbytcích původního zábradlí, stojí vpředu sochy Panny Marie (Immaculata) a sv. Josefa s dítětem, vzadu sv. Anny a sv. Jáchyma, tesané rovněž z jemnozrnného pískovce. Na dalších osmi menších pilířích, po dvou na každé straně, jsou umístěny podobné pískovcové stylobaty s koulemi. Mezi pilíři je zdobné, gotizující zábradlí z litého železa s vrátky uprostřed.